# 41-es busz (Győr)
A győri 41-es jelzésű autóbusz a Zöld utca, Soproni út és Honvédség, főkapu között közlekedik. A járatot a Volánbusz üzemelteti.

## Útvonala
| Honvédség, főkapu felé | Zöld utca, Soproni út felé |
| --- | --- |
| Zöld utca, Soproni út vá. – Soproni út – Lepke utca – Jereváni út – Tihanyi Árpád út – Ifjúság körút – Kodály Zoltán utca – Szigethy Attila út – Ipar utca – – Laktanya utca – Honvédség, főkapu vá. | Honvédség, főkapu vá. – Laktanya utca – – Ipar utca – Szigethy Attila út – Kodály Zoltán utca – Ifjúság körút – Tihanyi Árpád út – Jereváni út – Lepke utca – Zöld utca – Zöld utca, Soproni út vá. |

## Megállóhelyei
| 0  | Zöld utca, Soproni út végállomás      | 18 | 20                                              | |
| 1  | Jereváni út, posta                    | 17 | 2, 6, 7, 17, 17B, 20, 26, 38, 38A               | Szabadhegyi Magyar-Német Két Tanítási Nyelvű Általános Iskola és Gimnázium, Lepke utcai Óvoda, Posta       |
| 2  | Tihanyi Árpád út, adyvárosi tó        | 15 | 2, 2B, 6, 7, 17, 17B, 20, 26, 38, 38A           | Győr Plaza, Adyvárosi tó, PENNY MARKET                                                                     |
| 3  | Tihanyi Árpád út, Ifjúság körút       | ∫  | 7, 20                                           | Adyvárosi tó                                                                                               |
| ∫  | Ifjúság körút, Kodály Zoltán utca     | 13 | 17, 17B, 19, 20, 23, 24, 28                     | Adyvárosi tó                                                                                               |
| 4  | Kodály Zoltán utca, gyógyszertár      | 12 | 7, 9, 17, 17B, 19, 20, 24, 28                   | Fekete István Általános Iskola, Kassák Lajos úti Bölcsőde, Vuk Óvoda, Kuopio park                          |
| 5  | Kodály Zoltán utca, Földes Gábor utca | 11 | 7, 9, 17, 17B, 19, 20, 24, 25, 28               | Szivárvány Óvoda, Posta, Kuopio park, Fekete István Általános Iskola, Móra Ferenc Általános és Középiskola |
| 7  | Szigethy Attila út, Fehérvári út      | 9  | 9, 14, 14B, 15, 19, 20, 20Y, 23, 24, 25, 27, 28 | Festékgyár, Adyvárosi sportcentrum, Barátság park                                                          |
| 9  | Ipar utca, ÉNYKK Zrt.                 | 8  | 14, 14B, 20, 20Y, 23, 24                        | ÉNYKK Zrt.                                                                                                 |
| 11 | Ipar utca, Puskás Tivadar utca        | 6  | 14, 14B, 20, 20Y, 24                            | |
| 12 | Ipar utca, Kiskúti út                 | 5  | 8, 8B, 14, 14B                                  | |
| 13 | Ipar utca, Nagysándor József utca     | 4  | 14, 14B                                         | ETO Park, Okmányiroda, Waldorf Általános Iskola és Gimnázium                                               |
| 14 | Ipar utca, ETO Park                   | 3  | 15, 15A                                         | ETO Park, Lukács Sándor Mechatronikai és Gépészeti Szakgimnázium, Szakközépiskola és Kollégium             |
| 18 | Honvédség, főkapu végállomás          | 0  | 12, 12A, 20, 20Y, 24                            | Honvédség                                                                                                  |